# نص ترابطي
النص الترابطي (بالإنجليزية: Hypertext)‏ هو نص على شاشة الحاسوب عند النقر عليه، يقود المستخدم إلى معلومات أخرى. تمثل النصوص التشعبية تقدما مهما في واجهات المستخدم، حيث أنها تتغلب على قيود النص المكتوب؛ إذ أنها لا تبقى ثابتة كالنصوص التقليدية، بل تمكن من تنظيم المعلومات بواسطة روابط ووصلات تعرف بالروابط التشعبية. يمكن تصميم النصوص التشعبية لتأدية مهام متعددة؛ على سبيل المثال: عندما ينقر المستخدم على نص تشعبي أو يضع مؤشر الفأرة فوقه، تظهر فقاعة تحوي تعريفا قاموسيا، أو تظهر صفحة ويب مع معلومات متعلقة بالموضوع، أو تشغل مقطع فيديو، أو تشغل تطبيقا.

## أصل الكلمة
إن البادئة hyper (تأتي من البادئة اليونانية "υπερ" والتي تعني فوق أو أعلى) توضح التغلب على قيود النص التقليدي المكتوب. وتستخدم عبارة النص الترابطي حينما تبدو عبارة الوسائط الترابطية ملائمة. في العام 1992، كتب تيد نيلسون - الذي أخرج كلا العبارتين في 1965 - كتب:

## استعمالات وأنواع النصوص الترابطية
قد تكون مستندات النصوص الترابطية ثابتة (تحرر وتخزن مباشرة)، أو تكون متغيرة استجابة لمدخلات المستخدم، وتستخدم النصوص التشعبية الساكنة للإشارة لمجموعة من البيانات في مستند ما، وفي البرمجيات التطبيقية، والكتب الإلكترونية، ومحتويات الأقراص المدمجة والمضغوطة. يمكن لنظام مصمم جيدا أن يحتوي عناصر أخرى في واجهة المستخدم، عناصر مثل القوائم وسطور الأوامر. يمكن أن تكون النصوص التشعبية منظومات معقدة من الروابط والمراجع. أكثر تطبيقات النصوص التشعبية شهرة هي الشبكة العنكبوتية العالمية.
النص الترابطي (Hypertext) هو النص المعروض على جهاز الكمبيوتر مع وصلات إلى نص آخر تمكن القارئ من الوصول إليه على الفور، عادة عن طريق النقر بزر الماوس أو سلسلة من الضغط على المفتاح. بصرف النظر عن تشغيل النص، النص الترابطي قد يحتوي على الجداول والصور وغيرها من أجهزة العرض. ومن الوسائل الأخرى للتفاعل والتي من الممكن أيضا أن تكون موجودة، فقاعة مع النص تظهر عندما تحوم الفأرة فوق منطقة معينة، أو بداية الفيديو كليب، أو نموذج للاستكمال والتقديم. والمثال الأكثر وساعة للنص التشعبي (hypertext) اليوم هو عبارة عن شبكة ويب العالمية (World Wide Web).

## باللغة الإنجليزية
البادئة تشعبي (hyper) (تأتي من البادئة اليونانية "υπερ -" وتعني "أكثر من" أو "خارج") تدل على التغلب على القيود الخطية القديمة للنص المكتوب. مصطلح "النص التشعبي" غالبا ما يستخدم في المكان الذي قد يبدو فيها مصطلح "الوسائط المتعددة الترابطية" (hypermedia) مناسبا. في عام 1992، الكاتب تيد نيلسون—الذي صاغ كل من المصطلحين في عام 1965—كتب: 
من الآن لفظة "النص التشعبي (hypertext) أصبحت مقبولة عموما لتفريع واستجابة النص، ولكن الكلمة المقابلة "الوسائط المتعددة الترابطية، بمعنى المتفرعة من المجمعات والاستجابة للرسومات والأفلام والصوت -- فضلا عن النص -- هو أقل استخداما بكثير. بدلا من ذلك استخدموا مصطلح غريب "الوسائط المتعددة التفاعلية" (interactive multimedia): هذا أطول بأربع مقاطع، ولا يعبر عن فكرة تمديد النص التشعبي (hypertext). — Nelson, Literary Machines, 1992

## أنواع واستخدامات النص التشعبي (hypertext)

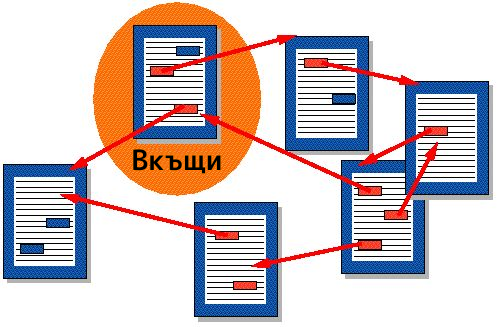
المستندات المرتبطة بالارتباطات التشعبية.

وثائق النص التشعبي (hypertext) يمكن أن تكون إما ثابتة (المعدة والمخزنة مسبقا) أو متغيرة «ديناميكية» (تتغير باستمرار استجابة لمدخلات المستخدم). النص التشعبي (hypertext) الثابت يمكن أن يستخدم لعبر المجموعات المرجعية للبيانات في المستندات أوالتطبيقات والبرمجيات، أو الكتب على اسطوانات مدمجة. والنظام المبني جيدا يمكنه أيضا إدراج اتفاقيات أخرى لواجهة المستخدم، مثل القوائم وأسطر الأوامر. يمكن للنص التشعبي (hypertext) أن يطور الأنظمة الدينامية (dynamic systems)المعقدة جدا للربط والإسناد الترافقي. الأكثر شهرة تنفيذيا من النص التشعبي (hypertext) هي الشبكة العالمية (World Wide Web) (الأولى نشرت في 1992) وأضيفت لاحقا إلى شبكة الإنترنت (المطورة / المختبرة c.1977).

## التاريخ

### السلائف المبكرة للنص التشعبي (hypertext)
مسجلات المعلومات لطالما بحثت عن سبل لتصنيفها وترجمتها. في وقت مبكر، وجدت التجارب أساليب مختلفة لترتيب طبقات من الشرح حول الوثيقة. والمثال الأكثر شهرة لهذا هو التلمود (Talmud). وهناك أعمال مرجعية أخرى (على سبيل المثال القواميس والموسوعات) وضعت أيضا تمهيدا للنص التشعبي (hypertext): الإعداد لبعض الكلمات في حروف صغيرة، مشيرا إلى وجود مدخل لهذا المصطلح ضمن العمل المرجعي نفسه. في بعض الأحيان سيكون المصطلح مسبوقا بمؤشر، ☞ مثل هذا، أو سهم، ➧ مثل هذا. جانيت موراي (Janet Murray) قد أشارت ب «الحديقة ذات المسارات المتفرعة» لجورج لويس بورقيس (Jorge Luis Borges)كبادئة لرواية النص التشعبي (hypertext)وجماليته.
إن مفهوم بورقيس موضح في الحديقة ذات المسارات المتفرعة—في عدة مستويات من القصة، ولكن الأكثر مباشرة في الجمع بين الكتاب والمتاهة بقلم تسؤيو "Ts'ui"—هو أنها الرواية التي يمكن قراءتها بطرق متعددة، هي رواية النص التشعبي (hypertext). ووصف بورقيس هذا في عام 1941، قبل الاختراع (أو على الأقل الكشف العلني) للكمبيوتر الرقمي الكهرومغناطيسي. ليس فقط أنه اخترع رواية النص لتشعبي (hypertext) -- بورقيس ذهب لوصف نظرية الكون على أساس هيكل هذه الرواية. «وردريب -فروين ومنتفورت»(Wardrip-Fruin and Montfort) 
في وقت لاحق، دخل الساحة العديد من العلماء الذين يعتقدون أن الإنسانية هي الغرق في المعلومات، مما تسبب في اتخاذ القرارات الحمقاء وازدواجية الجهود بين العلماء. اقترح هؤلاء العلماء أو طوروا نظام بداية-النص التشعبي (hypertext) التي سبقت تكنولوجيا الحاسوب الإلكترونية. على سبيل المثال، في أوائل القرن العشرين، اثنان من الحالمين هاجما مشكلة الإسناد الترافقي من خلال مقترحات تقوم على أساس العمالة المكثفة، وأساليب القوة الغاشمة. [[اقترح بول أوتليت (Paul Otlet)}استنادا إلى مبدأ تخصصه، مفهوما بمثابة بداية للنص التشعبي (proto-hypertext)، أنه سيتم تحليل جميع الوثائق لأسفل إلى عبارات فريدة من نوعها مخزنة على بطاقات مفهرسة|اقترح بول أوتليت (Paul Otlet)}استنادا إلى مبدأ تخصصه، مفهوما بمثابة بداية للنص التشعبي (proto-hypertext)، أنه سيتم تحليل جميع الوثائق لأسفل إلى عبارات فريدة من نوعها مخزنة على بطاقات مفهرسة]]. في عام 1930، اقترح هربرت جورج ويلز(H.G. Wells) إنشاء دماغ للعالم.
لخص مايكل باكلاند (Michael Buckland) التطوير المتقدم جدا في الميكرو فيلم قبل الحرب العالمية الثانية على أساس الأجهزة ذات الاسترجاع السريع، وتحديدا الميكروفيلم المستندة على محطة العمل التي اقترحتها ليونارد تاونسند (Leonard Townsend) في عام 1938 والميكروفيلم والصورة الإلكترونية المستندة على أساس منتقى، الحاصل على براءة اختراع من قبل إيمانويل غولدبيرغ(Emanuel Goldberg) في عام 1931. ختم باكلاند (Buckland)ب: «أن تجاهل الموثقين إلى حد كبير بعد الحرب المعلومات المسترجعة من قبل المتخصصين فترة ما قبل الحرب في قارة أوروبا والذين كان لديهم أفكار إلى حد كبير أكثر تقدما مما هو مدرك عموماالآن». ولكن، على غرار نموذج البطاقات المفهرسة، أجهزة الميكروفيلم قدمت استرجاعها السريع على أساس الأرقام القياسية السابقة الترميز وخطط التصنيف نشرت كجزء من محضر الميكروفيلم وذلك دون ارتباط النموذج الذي يميز المفهوم الحديث للنص التشعبي (hypertext) من المحتوى أو التصنيف استنادا على استرجاع المعلومات.

### ميمكس (Memex)
كل التواريخ الرئيسية في ما نسميه الآن النص التشعبي (hypertext)بدأت عام 1945، عندما كتب فانيفار بوش (Vannevar Bush) مقالا في المحيط الأطلسي الشهري بعنوان [["كما نحن قد نفكر "، حول جهاز مستقبلي سماه ميمكس.|"كما نحن قد نفكر "، حول جهاز مستقبلي سماه ميمكس.]] وصفه باعتباره الجهاز المكتبي الكهروميكانيكي المرتبط بأرشيف واسع من الميكروفيلم، وقادر على عرض الكتب، أوالكتابات، أو أي وثيقة من مكتبة. والميمكس (Memex) من شأنه أيضا أن يكون قادرا على خلق 'مسارات' مرتبطة ومتفرعة من مجموعة من الصفحات، والجمع بين صفحات من مكتبة الميكروفيلم المنشورة مع شروحه الشخصية أو الإضافات التي تم التقاطها بواسطة جهاز تسجيل الميكروفيلم. رؤية بوش كانت تستند إلى ملحقات التكنولوجيا لعام 1945—تسجيل واسترجاع الميكروفيلم في هذه القضية. ومع ذلك، فإن القصة الحديثة للنص التشعبي (hypertext) بدأت مع ميمكس (Memex) بسبب «كما نحن قد نفكر» التي أثرت بصورة مباشرة وألهمت الرجلين الأمريكيين تيد نيلسون (Ted Nelson)ودوجلاس إنجلبرت (Douglas Engelbart) عموما الفضل في اختراع النص التشعبي (hypertext) [[.]]

### اختراع النص الترابطي
صاغ تيد نيلسون عبارة «النص الترابطي (hypertext)» و«الوسائط المتعددة الترابطية (hypermedia)» في عام 1965 وعمل مع أندرياس فان دام(Andries van Dam) لتطوير نظام تحرير للنص التشعبي(hypertext) في عام 1968 في جامعة براون. إنجلبرت (Engelbart) قد بدأ العمل على نظامه [[(NLS) في عام 1962 في معهد ستانفورد للأبحاث|(NLS) في عام 1962 في معهد ستانفورد للأبحاث]]، على الرغم من التأخير في الحصول على التمويل، والأفراد، والمعدات مما يعني أن معالمه الرئيسية لم تكتمل حتى عام 1968. في ديسمبر كانون الأول من ذلك العام، إنجلبرت (Engelbart) أظهر واجهة النص التشعبي (hypertext) للجمهور للمرة الأولى، في ما أصبح يعرف باسم "الأم لكل التجارب".
تمويل NLS تباطأ بعد عام 1974. تأثير العمل في العقد التالي شمل بطاقات الملاحظات في زيروكس بارك (Xerox PARC)وزوغZOG)) في جامعة كارنيجي ميلون. زوغ (ZOG) بدأت في عام 1972 مشروع بحوث الذكاء الاصطناعي تحت إشراف ألين نويل(Allen Newell)، وكان رائدا في نموذج «إطار» أو «بطاقة» للنص التشعبي (hypertext). زوغ (ZOG) تم نشرها في عام 1982 على حاملة الطائرات كارل فينسن، وتجاريا في وقت لاحق كنظام إدارة المعلومات. مشروعان آخران أثرا على مشاريع النص التشعبي (hypertext) في وقت مبكر من عام1980 حيث كان نظام الموسوعة التفاعلي (العلاقات) لبن شنيدرمان(Ben Shneiderman) في جامعة ميريلاند (1983)، والوسائط في جامعة براون (1984).

### التطبيقات
أول تطبيق للوسائط المتعددة الترابطية كان خريطة فيلم آسبن في عام 1977. في عام 1980، تيم بيرنرز لي (Tim Berners-Lee) خلق الاستفسار، كان نظاما مبكرا لقاعدة البيانات للنص التشعبي (hypertext)الذي كان نوعا ما مثل محرك البحث. كما شهدت في أوائل عام 1980 عددا من النصوص التشعبية (hypertext)التجريبية ا وبرامج الوسائط المتعددة الترابطية، والتي تم في وقت لاحق دمج الكثير من مواصفاتها ومصطلحاتها في الشبكة. الدليل هو أول نظام للنص التشعبي (hypertxt) }لأجهزة الكمبيوتر الشخصية
في آب / أغسطس 1987، كمبيوتر شركة ابل أصدر بطاقات ترابطية (HyperCard) لخط ماكنتوش في اتفاقية ماكوورلد. أثره أنه ضم جنبا إلى جنب الاهتمام بدليل بيتر براون (Peter J. Brown) (قبل تسويقه عن طريق البومة والذي أطلق في وقت سابق لهذا العام)، وجامعة براون للإعلام، والذي أدى إلى اهتمام واسع وحماس للنص التشعبي (hypertext) ووسائط الإعلام الجديدة. المؤتمر الأكاديمي الأول للنص التشعبي (hypertext)إيه سي إم (ACM)وقع في نوفمبر 1987، في شمال كارولاينا في تشابل هيل، حيث العديد من التطبيقات الأخرى، بما في ذلك برامج كتابة الأدب للنص التشعبي (hypertext) والتي أيضا كانت تجريبية
وفي الوقت نفسه نيلسون (Nelson)، الذي كان يعمل على نظام سانادو(Xanadu) الخاص به ويدعو له لأكثر من عقدين من الزمن، إلى جانب النجاح التجاري للبطاقات الترابطية، أثارت أوتوديسك(Autodesk) للاستثمار في أفكاره الثورية. واستمر المشروع في أوتوديسك (Autodesk) لمدة أربع سنوات، ولكن لم يتم إصدار أي منتج.

### النص التشعبي والشبكة العالمية (Hyperteext and the World Wide Web)
في أواخر عام 1989(بالتحديد ديسمبر 1989)، قام عالم الحواسيب البريطانى تيم بيرنرز-لي (Tim Berners-Lee)، وعالم سابق في معامل سيرن (CERN)، باختراع [[الشبكة العالمية العنكبوتية https://en.wikipedia.org/wiki/World_Wide_Web]] لتلبية الحاجة إلى تشارك المعلومات التلقائي بين العلماء الذين يعملون في مختلف الجامعات والمعاهد في جميع أرجاء العالم. في عام 1992، ولدت لينكس (Lynx) كمتصفح لشبكة الإنترنت في وقت مبكر. قدرتها على توفير وصلات الربط الإلكتروني للنص التشعبي (hypertext) ضمن الوثائق التي يمكن أن تصل إلى وثائق في أي مكان على شبكة الإنترنت جعلتها تبدأ في إنشاء المواقع على شبكة الإنترنت.
في أوائل عام 1993، أصدر المركز الوطني لتطبيقات المحاسبة الترابطية (التقييم الذاتي) في جامعة إيلينوي النسخة الأولى من المتصفح موزاييك (Mosaic) لتكملة متصفحي المواقع الموجدين: واحدة تعمل فقط على ما صممته وواحدة والتي كانت لا تكاد تذكر سهلة التعامل من قبل المستخدم. ولأنه يمكن أن يعرض ويربط الرسومات وكذلك النصوص، فإنه سرعان ما أصبح الموزاييك (Mosaic) بديلا للينكس. يعمل الموزاييك (Mosaic) في بيئة نظام الويندووز، والتي كانت وقتها لها شعبية كبيرة في الأوساط البحثية، وعرضت نافذة مبنية على التفاعلات والتي يمكن استخدامها. سمحت للصور ، وكذلك النصوص لربط روابط النصوص التشعبية (hypertext). كما أدرجت بروتوكولات أخرى تهدف إلى تنسيق المعلومات عبر شبكة الإنترنت، مثل غوفر. (Gopher)
بعد إطلاق متصفحات الويب لأجهزة الكمبيوتر الشخصية وبيئة ماكنتوش على حد سواء، حركة المرور على الشبكة العالمية سرعان ما انفجرت من 500 مزود معروف لخدمة الإنترنت فقط في عام 1993 إلى أكثر من 10,000 في عام 1994. وبالتالي، فإن كافة نظم النصوص التشعبية الأولى قد اندرجت تحت ظلال النجاح على شبكة الإنترنت، على الرغم من أنها أصلا تفتقر إلى العديد من الميزات للنظم القديمة، مثل وجود طريقة سهلة لتحرير ما كنت تقرؤه، وكتابة وصلات، ووصلات عودة، وتتبع المصدر.
في عام 1995، قدمت وارد كانينغهام(Ward Cunningham) أول محرك بحث متاح، مما يجعل من شبكة الإنترنت أكثر تشعبية عن طريق إضافة تحرير سهل، ووصلات عودة (ضمن محرك بحث واحد) وتتبع محدود للمصدر. كما أضاف الابتكار الذي يجعل من الممكن ربط الصفحات غير الموجودة بعد. مطوروا محرك البحث واصلوا تنفيذ سمات الرواية، وكذلك تلك المطورة أو المتوهمة في وقت مبكر من استكشافات النصوص التشعبية (hypertexts) ولكنها لم تدرج في الشبكة الأصلية.
إضافات الكلمات التشعبية (Hyperwords) في الفايرفوكس التي تم تطويرها بالتعاون مع [[دوغ إنجلبرت Doug Engelbart وتيد نلسون Ted Nelson يعطي متصفحي شبكة الانترنت القدرة على إصدار العديد من الأوامر على أي نص على شبكة الإنترنت، ليس فقط الوصلات المكتوبة سابقا -- بل العودة إلى ماذا يمكن للمستخدمين القيام به منذ 40 عاما مع NLS|دوغ إنجلبرت  Doug Engelbart وتيد نلسون  Ted Nelson يعطي متصفحي شبكة الانترنت القدرة على إصدار العديد من الأوامر على أي نص على شبكة الإنترنت، ليس فقط الوصلات المكتوبة سابقا -- بل العودة إلى ماذا يمكن للمستخدمين القيام به منذ 40 عاما مع NLS]] لدوغ إنجلبرت.

## التطبيقات
إلى جانب مشروع سانادو (Xanadu) الذي سبق ذكره، نظام تحرير النص التشعبي، NLS، بطاقات فائقة (HyperCard)، والشبكة العالمية، وهناك تطبيقات أخرى مبكرة للنص التشعبي جديرة بالملاحظة، مع مجموعات مختلفة من المواصفات:
- FRESS—عام 1970 م متعدد المستخدمين لنظام تحرير النص التشعبي.
- نظام الوثائق الإلكترونية—في أوائل 1980 م النص ومحرر الرسوم البيانية للنصوص التشعبية (hypertext) التفاعلية مثل كتيبات إصلاح المعدات والتعليم بمساعدة الكمبيوتر.
- مرفق لعرض المعلومات—يستخدم لعرض المساعدة على الإنترنت في أنظمة التشغيل آي بي إم (IBM).
- الإعلام—في منتصف 1980 م برنامج لتأليف المجموعة على شبكة الإنترنت وتبادل المعلومات.
- Storyspace—في منتصف 1980 م برنامج لسرد النص التشعبي (hypertext).
- Texinfo—نظام مساعدة حكومة الوحدة الوطنية (GNU).
- إكس أم أل (XML) مع تمديدالـ إكس لينك (XLink) -- أحدث لغة للنص التشعبي التي مددت ووسعت القدرات التي أدخلتها لغة ترميز النصوص التشعبية (HTML).
- ميدياويكي، وهو النظام الذي يجعل الويكيبيديا تعمل، وتطبيقات محركات البحث الأخرى—نسبيا البرامج الحالية تهدف إلى تعويض نقص المحررين في معظم متصفحات الويب.
- أدوبي (Adobe)لتنسيق المستندات المحمولة—أستخدم على نطاق واسع لنشر تنسيق الوثائق الإلكترونية بما في ذلك الروابط.
- نوافذ المساعدة
- PaperKiller—محرر الوثيقة الذي صمم خصيصا للنص التشعبي (hypertext). بدأ في عام 1996 كـ IPer (المشروع التعليمي لضعف الانتصاب الإعلامي عام 1997).
- دليل أميغا (Amigaguide)-- أطلق في طاولة عمل أميغا عام 1990.

## المؤتمرات الأكاديمية
بين المؤتمرات الأكاديمية العليا للبحوث الجديدة في النصوص التشعبية (hypertexts) المؤتمر السنوي إيه سي إم (ACM)حول النص التشعبي والوسائط المتعددة فائقة التشابك ( صفحة مؤتمر النص التشعبي إيه سي إم (SIGWEB). وبالرغم أنه لم يكن حصرا حول النص التشعبي (hypertext)، فإن سلسلة مؤتمرات الشبكة العالمية التي نظمتها IW3C2، والتي تشمل العديد من ورقات الاهتمام. هناك قائمة على شبكة الإنترنت مع وصلات إلى جميع المؤتمرات في هذه السلسلة.

## خيال النص التشعبي (hypertext)
انظر المقال الرئيسي خيال النص التشعبي (Hypertext fiction)
كتابة النص التشعبي (hypertext) قد وضع أسلوبه الخاص من الخيال، بالتزامن مع نمو وانتشار برمجيات تنمية النص التشعبي وظهور الشبكات الإلكترونية. اثنين من البرامج صممت خصيصا للنص التشعبي الأدبي، وستوري سبيس (Storyspace) والوسائط الذين أصبحا متاحين في عام 1990 م.
ستوري سبيس 2,0 (Storyspace 2.0)، هو أداة لتنمية النص التشعبي على المستوى المهني، وهو متاح من أنظمة إيستجيت (Eastgate Systems)، والتي أيضا نشرت العديد من الأعمال البارزة في الأدب الإلكتروني، بما في ذلك بعد الظهر لمايكل جويس (Michael Joyce) ، قصة ، خليط فتاة لشيلي جاكسون(Shelley Jackson) '، فاصلة حديقة النصر لستيوارت مولثروب (Stuart Moulthrop) واسمها كان بينيلوب، وإلى الأمام في أي مكان لوجودي مالوي (Judy Malloy)[[.]] أعمال أخرى تشمل العلاقات ملفات لقوليو كورتازار(Julio Cortázar) ومعجم الخزر لميلوراد بافيتش(Milorad Pavić) [[.]]
ميزة في كتابة السرد باستخدام تكنولوجيا النص التشعبي (hypertext) هو أن معنى القصة يمكن نقلها من خلال إحساس الحيز في الفراغ والمنظور أي أنه يمكن القول بأنه فريد لبيئات الشبكات الرقمية. الاستخدام المبتكر للعقد للمؤلف، هي وحدات من المعنى قائمة بذاتها في سرد النص التشعبي (hypertextual)، يمكن أن تلعب مع توجه القارئ وتضيف معنى للنص.
مطالب نقاد النص التشعبي (hypertext)أنه يحول دون القديم، الخطي، وتجربة القارئ من خلال خلق عدة مسارات مختلفة للقراءة، وهذا بدوره يسهم في تفتيت ما بعد الحداثة في العالم. في بعض الحالات، يمكن أن يكون النص التشعبي (hypertext) مشكلة وذلك للحصول على قصص جذابة بدلا من أن يكون أداة لتطوير الإبداع. ومع ذلك، فإنها تنظر على أنها قيمة وذلك لقدرتها على تقديم عدة وجهات نظر مختلفة حول الموضوع نفسه بطريقة بسيطة.
هذه الأصداء لحجج 'المنظرين المتوسط' مثل مارشال ماكلوهان(Marshall McLuhan) الذين ينظرون إلى الآثار الاجتماعية والنفسية لوسائل الاعلام. وسائط الإعلام الجديدة يمكن أن تصبح المهيمنة في الثقافة العامة والتي تخلق من الناحية الفعلية «النقلة النوعية» (الأخضرالليلي، 2001:15) لأن الناس قد تحولت تصوراتهم، ومفاهيمهم للعالم وسبل التفاعل مع العالم وبعضها البعض في علاقة تؤدي للتكنولوجيات الجديدة ووسائل الإعلام. لذلك النص التشعبي (hypertext)يدل على التغيير من الأشكال الخطية، والتنظيم والتسلسل الهرمي للتمثيل والتفاهم في العالم إلى الكسر واللامركزية والتغير في قاعدة وسائل الاعلام في مفهوم التكنولوجية لوصلات الربط الإلكتروني.

## اقرأ أيضًا
- لغة ترميز النص الفائق